# Список музыкантов группы Оззи Осборна
Оззи Осборн — британский хеви-метал-вокалист из Астона, Бирмингем. После увольнения из Black Sabbath в ноябре 1979 года Осборн сформировал сольную группу (первоначально известную как Blizzard of Ozz) вместе с гитаристом Рэнди Роадсом, басистом Бобом Дейсли и барабанщиком Ли Керслэйком. С момента своего создания состав группы регулярно менялся. В окончательный  состав вошли гитарист Закк Уайлд (впервые присоединился к группе в 1987—1992 годах, во второй раз в 2001—2009 годах и снова с 2017 года), басист Майк Айнез (который впервые присоединился к группе в 1989 году и оставался до 1992 года, гастролировал в 1996 и 1998 годах и вернулся в 2025 году), клавишник и ритм-гитарист Адам Уэйкман (который впервые присоединился как гастролирующий музыкант в 2004 году и стал официальным участником с выходом Scream в 2010 году) и барабанщик Томми Клафетос (с 2010).
До 2020 года в альбомах всегда присутствовала гастрольная группа Осборна. Начиная с альбома Ordinary Man, в записи альбомов участвовали сессионные и гостевые музыканты, а участие гастрольной группы было минимальным или вовсе отсутствовало.

## История

### 1979—1982
27 апреля 1979 года Оззи Осборн был уволен из Black Sabbath, главным образом из-за его проблем с алкоголем и наркотиками. Впоследствии вокалист репетировал с целым рядом музыкантов, пытаясь создать свою собственную группу, включая гитаристов Гэри Мура из Thin Lizzy и Джорджа Линча из Dokken, басиста Дейна Страма и барабанщиков Дикси Ли из Lone Star и Дэйва Поттса из Praying Mantis. К ноябрю 1979 года он остановился на следующем составе супергруппы, включавшей бывшего участника Quiet Riot гитариста Рэнди Роадса, бывшего басиста и бэк-вокалиста Rainbow Боба Дейсли и бывшего барабанщика Uriah Heep Ли Керслэйка.
В сентябре 1980 года они выпустили свой дебютный альбом Blizzard of Ozz, в который также был вовлечён клавишник Дон Эйри. Для промо-тура эту роль исполнял Линдси Бриджуотер. После записи Diary of a Madman, где отметился не указанный в титрах клавишник Джонни Кук, были уволены Дейсли и Керслэйк; в качестве причины Осборн назвал творческие разногласия, в то время как его жена Шэрон назвала финансовые споры. Они были заменены Руди Сарзо (также ранее играл в Quiet Riot вместе с Роадсом) и Томми Олдриджем, соответственно. Оба были указаны на обложке Diary of a Madman, несмотря на то, что не играли на нём. После окончания тура-поддержки Blizzard of Ozz, в ноябре 1981 года был выпущен Diary of a Madman.
Тур в поддержку альбома Diary of a Madman Tour стартовал в декабре того же года с Доном Эйри на клавишных вместо Бриджуотера. 9 марта 1982, однако, тур был приостановлен, когда Роадс погиб в авиакатастрофе в Лисберге во Флориде. Инцидент произошёл, когда водитель гастрольного автобуса Эндрю Эйкок управлял одолженным без разрешения самолётом и несколько раз подлетал близко к автобусу, в конце концов подрезав его и врезавшись в здание. После двухнедельного перерыва брат Сарзо Роберт был выбран в качестве замены Роадса, хотя лейбл Осборна Jet Records уже пообещал эту должность Берни Торме, который после этого присоединился.
Дебют Торме в группе состоялся 1 апреля 1982 года в Бетлехеме, штат Пенсильвания. Однако после всего лишь семи концертов он ушёл, отчасти чтобы сосредоточиться на своей сольной карьере, а также из-за «ужасной … плохой атмосферы», которая присутствовала после смерти Роадса. 13 апреля гитарист Night Ranger Бред Гиллис присоединился вместо Торме на весь оставшийся тур. По контракту CBS Records до конца года обязал Осборна выпустить концертный альбом, названный Speak of the Devil и состоявший из каверов Black Sabbath. После завершения тура в сентябре Сарзо покинул группу Осборна.

### 1982—1992
На первом этапе Speak of the Devil Tour в декабре 1982 года Осборн и его группа отыграли вместе с басистом UFO Питом Уэем. После того как Гиллис ушёл, чтобы вернуться в Night Ranger, место гитариста на весь тур занял Джейк И Ли, ранее игравший в группах Ratt и Rough Cutt. Ранее проходивший прослушивание ещё в 1979 году Джордж Линч, первоначально был одобрен Осборном, но вскоре быстро был уволен, когда был нанят Ли. Также до конца тура Пита Уэя заменил Дон Коста, прежде чем вернулся Боб Дейсли, чтобы сыграть в мае на US Festival. После записи альбома Bark at the Moon, Томми Олдридж был заменён Кармином Апписом, хотя в начале 1984 года он вернулся по причине личных разногласий между Осборном и новым барабанщиком. После окончания в январе 1985 года Bark at the Moon Tour, Олдридж решил снова покинуть группу, будучи неудовлетворённым своей ролью после смерти Роадса.

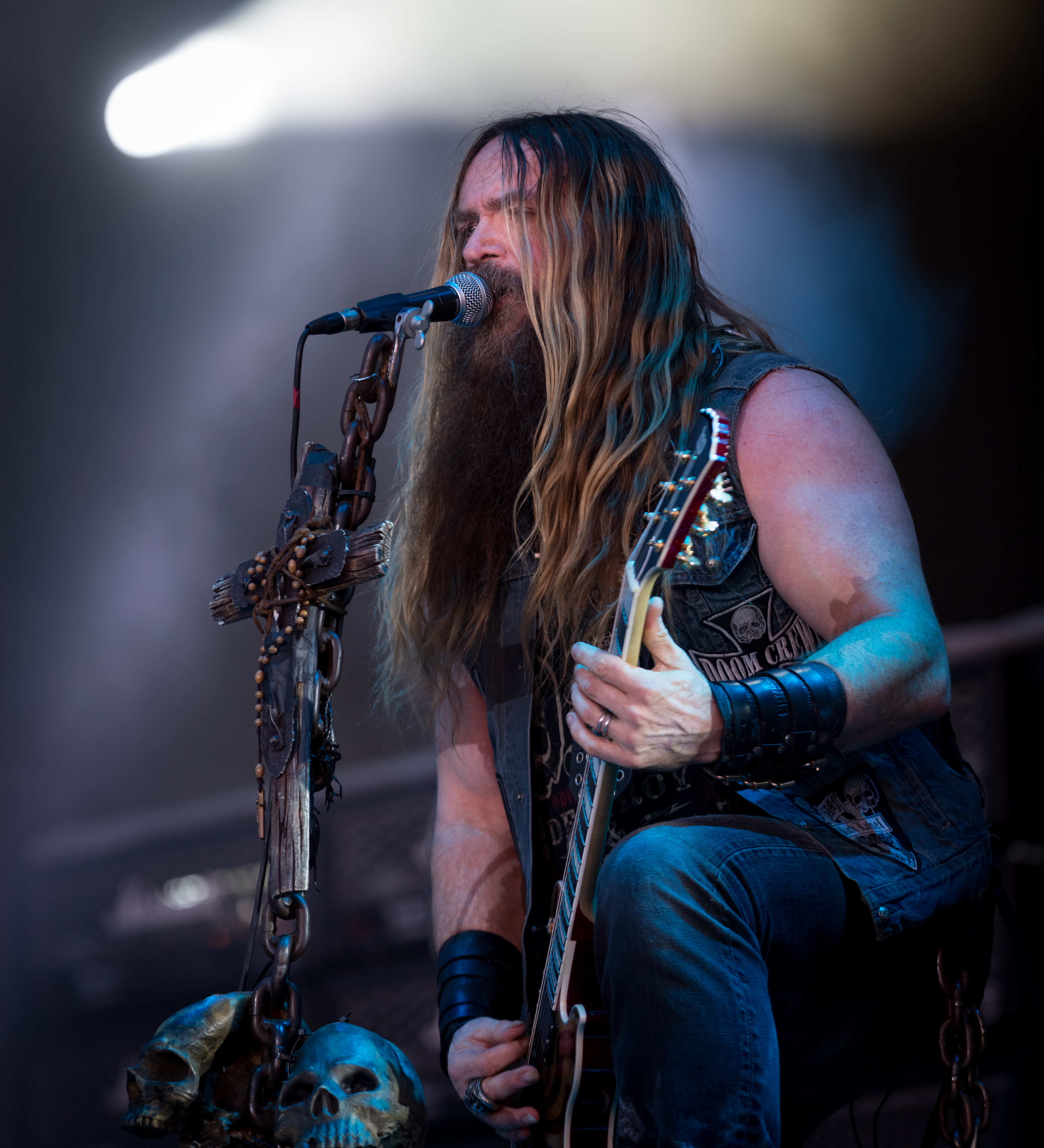
Закк Уайлд заменил Джейка И Ли в 1987 году появившись на No Rest for the Wicked и No More Tears. Позднее он снова вернулся в 2001 году и ещё раз в 2017.

Над следующим альбомом Ozzy Osbourne The Ultimate Sin Ли и Дейсли начали работу без одноимённого вокалиста, поскольку он был помещён в центр реабилитации наркоманов и алкоголиков. Барабаны первоначально были записаны Фредом Коури, а затем Джимми Деграссо. Однако позже сессии были отменены, а Дейсли и Деграссо покинули группу. Позже, когда записи возобновилась летом, группа состояла из Осборна, Ли, басиста Фила Суссана и бывшего барабанщика Литы Форд Рэнди Кастилло. За клавишные в альбоме отвечал Майк Моран. К началу промо-тура резервным клавишником стал Джон Синклер.
После завершения The Ultimate Sin Tour, Осборн и Ли расстались, как сообщалось, на «дружелюбных» условиях. После того, как различные гитаристы отправили демозаписи и прослушались на вакантное место, Закк Уайлд (тогда носивший псевдоним «Зак Вайлент») был выбран в качестве замены Ли и дебютировал в июле на частном шоу в тюрьме «Уормвуд-Скрабс». Вскоре после этого ушёл Суссан из-за разногласий по поводу написания песен, в то время как Боб Дейсли вернулся записать партии баса для No Rest for the Wicked. В мае 1988 года было объявлено, что бывший басист Black Sabbath Гизер Батлер присоединится к составу Осборна для No Rest for the Wicked Tour, прошедшего в конце того же года.
После окончания тура группа начала работать над новым материалом с басистом Терри Найлсом, но однако к концу 1989 года его заменил Майк Айнез. Однако, новый басист на время записи, позже был заменён Бобом Дейсли, который утверждал, что партии Айнеза не «звучали и не чувствовались как хотел Оззи». Тем не менее Айнез оставался официальным басистом группы и ему приписываются «вдохновение баса и музыки» на обложке получившегося альбома No More Tears. В последующем туре Theatre of Madness Tour, Синклера заменил Кевин Джонс, поскольку тот тогда гастролировал с The Cult. Позже Осборн объявил, что намерен уйти из музыки, отправившись в 1992 году в турне под названием No More Tours. Финальные шоу состоялись в ноябре и включали в себя воссоединение с бывшими коллегами по Black Sabbath Тони Айомми, Гизером Батлером и Биллом Уордом.

### 1994—2003
Несмотря на то, что отставка была названа «абсолютно реальной», спустя два года Осборн вернулся к своей музыкальной карьере, заявив, что «Отставка отстой! Вскоре я начал нервничать и снова писать песни.» Тем временем Айнез присоединился к Alice in Chains, а Уайлд сформировал Pride and Glory, что означало, что певцу нужно было набирать новую группу. В 1994 году он начал репетировать вместе с Бобом Дейсли, бывшим гитаристом Дэвида Ли Рота и Whitesnake Стивом Ваем и бывшим барабанщиком Hardline Дином Кастроново. В начале следующего года этот состав распался, когда в альбоме Ozzmosis Закк Уайлд и Гизер Батлер заменили Вая и Дейсли.

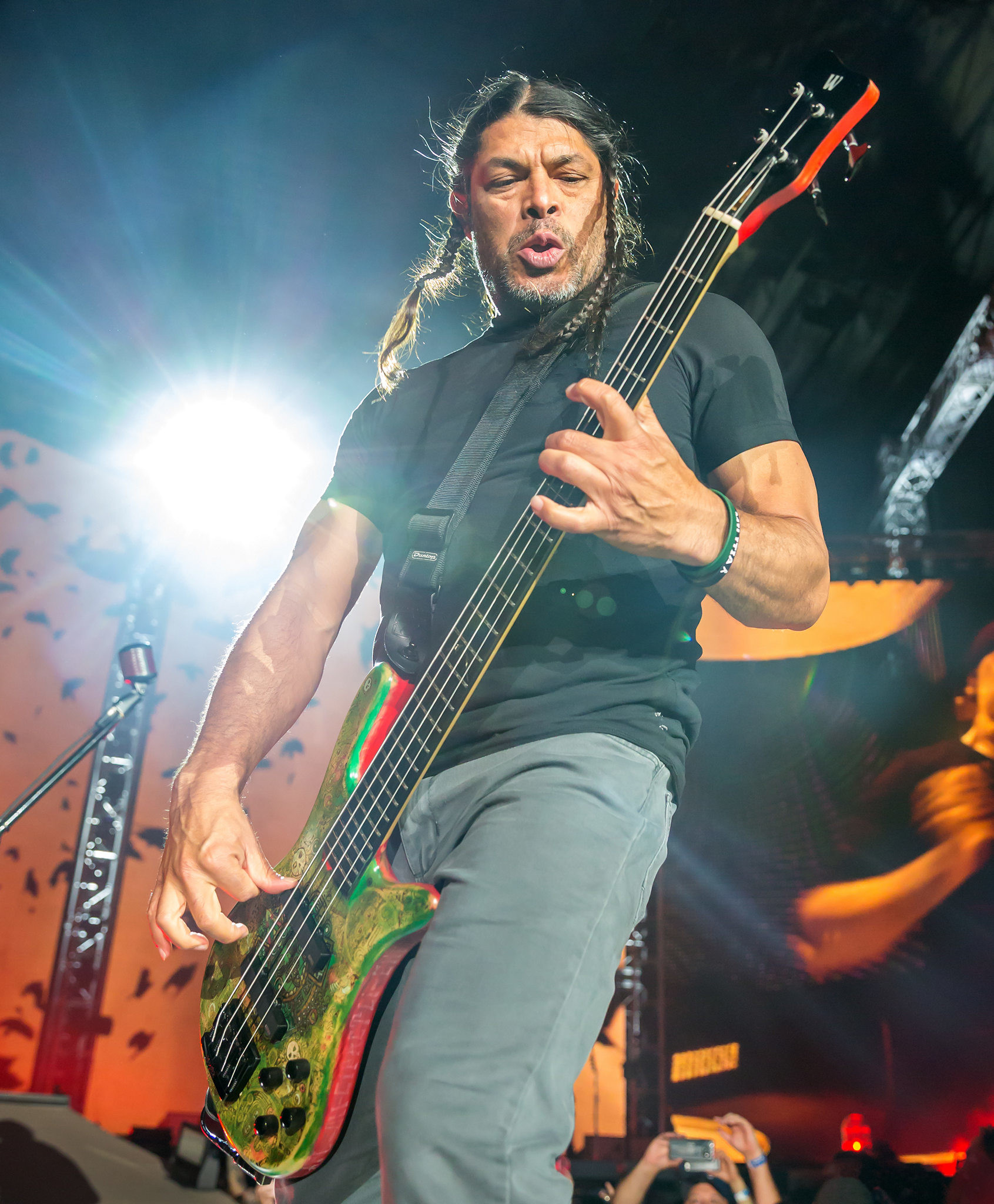
Басист Роберт Трухильо был оплотом состава группы Оззи Осборна в конце 1990-х и начале 2000-х, оставаясь до тех пор, пока он не присоединился к Metallica в 2003 году.

Первое выступление Осборна после возвращения состоялось в Ноттингеме , Англия в июне 1995 года, при участии бывшего гитариста Testament Алекса Сколника. Однако через несколько недель ему сообщили, что он не будет с группой. В итоге роль была отдана также бывшему участнику группы Дэвида Ли Рота Джо Холмсу, который начал репетировать с группой в июле. The Retirement Sucks Tour начался в августе с ряда южноамериканских концертов в рамках Monsters of Rock. После этого Кастроново был уволен из-за разногласий с Осборном и заменён вернувшимся Рэнди Кастилло. Ещё одно изменение в составе произошло в январе 1996 года, когда Батлер покинул тур из-за тоски по дому. Осборн пригласил бывшего басиста Майка Айнеза, чтобы доиграть концерты.
К марту 1996 года Айнез и Кастилло были заменены Робертом Трухильо (ранее Suicidal Tendencies и Infectious Grooves) и Майком Бордином (Faith No More). Во время подготовки Ozzfest tour, было сообщено, что Холмс оставил группу Осборна «став прирождённым католиком». Тем не менее, спустя месяц было объявлено, что гитарист вернулся. В начале 1998 года Осборн временно воссоединился с бывшими участниками Закком Уайлдом, Майком Айнезом и Рэнди Кастилло для The Ozzman Cometh Tour, проходившего в Австралии, Новой Зеландии и Японии. При этом Холмс, Трухильо и Бордин остались официальными членами группы и в 1999 году начали вместе работу над своим первым альбомом. Большую часть 2000 года Бордин провёл заменяя в Korn раненого Дэвида Сильверию.
В то время как Бордин был недоступен за барабанами сидел Рой Майорга, а потом Брайан Тичи. Холмс оставался в группе после окончания 2000 Ozzfest tour для работы над следующим альбомом Оззи, сочинив три песни, но к началу 2001 года его заменил вернувшийся Закк Уайлд. Позже в том же году был выпущен альбом Down to Earth, где на клавишных сыграли Майкл Райло и продюсер Тим Палмер. Этот состав оставался стабильным на протяжении Merry Mayhem и Down to Earth Tour, прежде чем Трухильо ушёл, чтобы присоединиться к Metallica в феврале 2003 года, после нескольких прослушиваний. После своего последнего концерта 14 марта он был заменён в группе Осборна своим предшественником в Metallica, Джейсоном Ньюстедом. Новый басист гастролировал с составом в течение всего года, но к декабрю его сменил Роб «Бласко» Николсон.

### 2003—2019
Через несколько дней после объявления о присоединении Николсона к группе Осборн получил травму в результате аварии на квадроцикле и был вынужден отменить многие из своих концертов 2004 года. Он вернулся на Ozzfest tour только летом. На этих выступлениях также состоялся дебют клавишника и ритм-гитариста Адама Уэйкмана, которого первоначально попросили присоединиться в прошлом году до аварии Осборна. Примерно в то же время вокалист записал альбом кавер-версий Under Cover вместе с гитаристом Alice in Chains Джерри Кантреллом, бывшим басистом Cult Крисом Уайсом и постоянным барабанщиком Майклом Бординым. В то время как привычный состав участвовал в альбоме Black Rain, который был выпущен в 2007 году. В июле 2009 года Осборн расстался с давним гитаристом Закком Уайлдом, шутя, что его музыка «начинает звучать как [другая группа Уайлда] Black Label Society». Уайлда заменил гитарист Firewind Gus G, которого наняли сразу после прослушивания.
Во время прослушивания и первых двух выступлений Gus G, барабанщика Роба Зомби Томми Клафетоса попросили заменить Бордина, который недавно реформировал Faith No More. Это привело к тому, что он стал постоянным участником группы, дебютировав в альбоме следующего года Scream, который также ознаменовал дебют Уэйкмана в качестве официального участника группы. В течение большей части последующих нескольких лет группа была неактивной, поскольку Осборн и Клафетос принимали участие в воссоединении Black Sabbath во время их финального концертного тура, завершившегося 4 февраля 2017 года. Менее чем через три месяца после окончания тура Осборн объявил, что он воссоединится с Закком Уайлдом для предстоящего тура, посвящённого тридцатилетию их сотрудничества. Позже это было продлено до No More Tours II, который вокалист назвал последним мировым туром, должен был продлиться  до 2020 года, но позже был отложен и отменён в 2023 году.

### 2020–2025, смерть Осборна
После выхода альбома Ordinary Man 2020 года Осборн больше не использовал свою гастрольную группу для записи сессий, предпочитая при этом множество сессионных и гостевых музыкантов. В записи Ordinary Man не участвовала ни одна из его гастрольных групп, а в альбоме Patient Number 9 Закк Уайлд участвовал лишь в некоторых треках, а Николсон, Уэйкман и Клафетос вообще не участвовали.
Осборн отыграл два концерта: один на Играх Содружества 2022 года в Бирмингеме вместе с гитаристом Black Sabbath Тони Айомми, Адамом Уэйкманом (бас-гитара) и Томми Клафетосом (ударные) и снова на выступлении в перерыве НФЛ 2022 года вместе с Уайлдом, Клуфетосом, басистом Крисом Чейни и продюсером Эндрю Уоттом. В июле 2025 года Осборн отыграл сольный сет на концерте Back to the Beginning при поддержке Уайлда, Уэйкмана, Клафетоса и бывшего басиста Майка Айнеза.
5 июля 2025 года Осборн дал свой последний концерт под названием «Back to the Beginning» вместе с оригинальным составом Black Sabbath в бирмингемском клубе «Villa Park». Также он исполнил сольный концерт со своей гастрольной группой. Из-за болезни Паркинсона Осборн не мог стоять, поэтому он выступал, сидя на чёрном троне.
Осборн умер у себя дома в Бакингемшире утром 22 июля 2025 года в возрасте 76 лет, завершив таким образом  сольную карьеру.

## Официальные участники

### Бывшие участники
| Фото   | Имя                   | Годы активности                                                                         | Инструменты                                                                                     | Релизы |
| ------ | --------------------- | --------------------------------------------------------------------------------------- | ----------------------------------------------------------------------------------------------- | --- |
|        | Оззи Осборн           | (вплоть до своей смерти)                                                                | ведущий вокал                                                                                   | все релизы Ozzy Osbourne |
|        | Рэнди Роадс           | 1979-1982 (вплоть до своей смерти)                                                      | гитара                                                                                          | Blizzard of Ozz (1980) Mr Crowley Live EP (1980) Diary of a Madman (1981) Tribute (1987) Ozzy Live (2012)                                                                              |
|        | Боб Дейсли            | 1979–1981 1983–1985 1987–1988 (только сессионно) 1990–1991 (только сессионно) 1994–1995 | бас-гитара бэк-вокал перкуссия (только в студии)                                                | Blizzard of Ozz (1980) Mr Crowley Live EP (1980) Diary of a Madman (1981) Bark at the Moon (1983) Tribute (1987) – только два трека No Rest for the Wicked (1988) No More Tears (1991) |
|        | Ли Керслэйк           | 1979-1981 (умер в 2020)                                                                 | ударные перкуссия                                                                               | Blizzard of Ozz (1980) Mr Crowley Live EP (1980) Diary of a Madman (1981) Tribute (1987) – только два трека                                                                            |
|        | Томми Олдридж         | 1981–1983 1984–1985                                                                     | ударные                                                                                         | Speak of the Devil (1982) Bark at the Moon (1983) Tribute (1987) Ozzy Live (2012) |
|        | Руди Сарзо            | 1981-1982                                                                               | бас-гитара                                                                                      | Speak of the Devil (1982) Tribute (1987) Ozzy Live (2012) |
|        | Берни Торме           | 1982 (умер в 2019)                                                                      | гитара                                                                                          | нет – только концертные выступления |
|        | Бред Гиллис           | 1982 (Пит умер в 2020)                                                                  | гитара                                                                                          | Speak of the Devil (1982) |
| {{ФЛ}} | Пит Уэй               | 1982 (Пит умер в 2020)                                                                  | бас-гитара                                                                                      | нет – только концертные выступления |
|        | Джейк И Ли            | 1982-1987                                                                               | гитара бэк-вокал                                                                                | Bark at the Moon (1983) The Ultimate Sin (1986) Ultimate Live Ozzy (1986) |
|        | Дон Коста             | 1983 (умер в 2024)                                                                      | бас-гитара                                                                                      | нет – только концертные выступления |
|        | Кармин Аппис          | 1983-1984                                                                               | ударные                                                                                         | нет – только концертные выступления |
|        | Дон Эйри              | 1983-1985 (только сессионно 1980, только концерты 1981-1982)                            | клавишные                                                                                       | Blizzard of Ozz (1980) Bark at the Moon (1983) |
|        | Рэнди Кастилло        | 1985–1992 1995–1996 1998 (концертный участник) (умер в 2002)                            | все релизы Ozzy Osbourne от The Ultimate Sin (1986) до Live & Loud (1993), кроме Tribute (1987) | |
|        | Фил Суссан            | 1985-1987                                                                               | бас-гитара                                                                                      | The Ultimate Sin (1986) Ultimate Live Ozzy (1986) |
|        | Закк Уайлд            | 1987–1992 1995 (сессионно) 1998 (концертный участник) 2001–2009 2017–2025               | гитара бэк-вокал клавишные (только в студии)                                                    | все релизы Ozzy Osbourne от No Rest for the Wicked (1988) по Live at Budokan (2002) Black Rain (2007)                                                                                  |
|        | Гизер Батлер          | 1988–1989 1995–1996                                                                     | бас-гитара                                                                                      | Just Say Ozzy (1989) Ozzmosis (1995) |
|        | Майк Айнез            | бас-гитара                                                                              | 1989–1992 1996 (концертный участник) 1998 (концертный участник) 2025                            | Live & Loud (1993) No More Tears (1991) (указан, но не играет в альбоме) |
|        | Дин Кастроново        | 1994-1995                                                                               | ударные                                                                                         | Ozzmosis (1995) |
|        | Стив Вай              | 1994-1995                                                                               | гитара                                                                                          | нет – зачислен за написание песни "My Little Man" на Ozzmosis (1995) |
|        | Джо Холмс             | 1995-2001                                                                               | гитара                                                                                          | «Walk on Water» (1996) |
|        | Роберт Трухильо       | 1996-2003 2020-2022 (сессионно)                                                         | бас-гитара                                                                                      | Down to Earth (2001) переиздания Blizzard of Ozz и Diary of a Madman (2002) Live at Budokan (2002)                                                                                     |
|        | Майк Бордин           | 1996-2010 (не играл в 2000)                                                             | ударные перкуссия                                                                               | все релизы Ozzy Osbourne от Down to Earth (2001) до Black Rain (2007) |
|        | Джейсон Ньюстед       | 2003                                                                                    | бас-гитара                                                                                      | нет – только концертные выступления |
|        | Роб «Бласко» Николсон | 2003-2020                                                                               | бас-гитара                                                                                      | Black Rain (2007) Scream (2010) iTunes Festival: London 2010 (2010) |
|        | Gus G                 | 2009-2017                                                                               | гитара бэк-вокал                                                                                | Scream (2010) iTunes Festival: London 2010 (2010) |
|        | Адам Уэйкман          | 2010-2025 (был указан как дополнительный музыкант в 2004–10)                            | клавишные ритм-гитара                                                                           | Under Cover (2005) Scream (2010) iTunes Festival: London 2010 (2010) |
|        | Томми Клафетос        | 2010-2025 (первоначально концертный участник в 2009 году)                               | ударные                                                                                         | iTunes Festival: London 2010 (2010) |

## Прочие музыканты

### Дополнительные музыканты
| Фото   | Имя               | Годы активности                                             | Инструменты                                                       | Подробности |
| ------ | ----------------- | ----------------------------------------------------------- | ----------------------------------------------------------------- | --- |
|        | Линдси Бриджуотер | 1980–1981 (только концерты) 1982–1983 (только концерты)     | клавишные ритм-гитара                                             | Играл в турах-поддержки Blizzard of Ozz, Diary of a Madman и Speak of the Devil Tour. |
|        | Джонни Кук        | 1981 (только сессионно)                                     | клавишные                                                         | Появился в титрах альбома Diary of a Madman, несмотря на то, что на них был указан Эйри. |
|        | Майк Моран        | 1985 (только сессионно)                                     | клавишные                                                         | Сыграл на клавишных в альбоме Осборна 1986 года The Ultimate Sin. |
|        | Джон Синклер      | 1986–1991 (сессионно/концертно) 1995–2003 (только концерты) | клавишные                                                         | Синклер присоединился на время The Ultimate Sin Tour и оставался в группе Осборна в течение 17 лет. |
|        | Кевин Джонс       | 1991-1992 (только концерты)                                 | клавишные                                                         | Джонс временно заменил Синклера, который тогда гастролировал с the Cult в рамках Theatre of Madness Tour. |
|        | Рик Уэйкман       | 1995 (только сессионно)                                     | клавишные                                                         | Уэйкман сыграл на клавишных в альбоме 1995 года Ozzmosis вместе с продюсером Майклом Бейнхорном. |
|        | Майкл Райло       | 2001 (только сессионно)                                     | клавишные бэк-вокал                                               | Рйало сыграл на клавишных в альбоме 2001 года Down to Earth вместе с продюсером Тимом Палмером. |
|        | Майкл Сейнт Клер  | 2003 (только концерты)                                      | клавишные                                                         | |
|        | Кевин Чурко       | 2010 (только сессии)                                        | ударные                                                           | Продюсер Чурко играл на барабанах в Scream до присоединения Клафетоса. |
| {{ФЛ}} | Эндрю Уотт        | 2019 2021–2022 (сессионно; одно живое выступление)          | гитара вокал клавишные фортепиано бас-гитара струнные аранжировки | Уотт, Слэш, Маккаган и Смит сыграли в альбоме Осборна 2020 года Ordinary Man. Уотт, Смит и Маккаган также приняли участие в записи альбома Patient Number 9 (2022), а Уотт также выступил с Осборном на шоу NFL Halftime 2022 года . |
|        | Дафф Маккаган     | 2019 (только сессионно)                                     | бас-гитара                                                        | Уотт, Слэш, Маккаган и Смит сыграли в альбоме Осборна 2020 года Ordinary Man. Уотт, Смит и Маккаган также приняли участие в записи альбома Patient Number 9 (2022), а Уотт также выступил с Осборном на шоу NFL Halftime 2022 года . |
|        | Чед Смит          | 2019 (только сессионно)                                     | ударные                                                           | Уотт, Слэш, Маккаган и Смит сыграли в альбоме Осборна 2020 года Ordinary Man. Уотт, Смит и Маккаган также приняли участие в записи альбома Patient Number 9 (2022), а Уотт также выступил с Осборном на шоу NFL Halftime 2022 года . |
|        | Слэш              | 2019 (только сессионно)                                     | гитара                                                            | Уотт, Слэш, Маккаган и Смит сыграли в альбоме Осборна 2020 года Ordinary Man. Уотт, Смит и Маккаган также приняли участие в записи альбома Patient Number 9 (2022), а Уотт также выступил с Осборном на шоу NFL Halftime 2022 года . |
|        | Крис Чейни        | 2022 (сессии/концерты)                                      | бас-гитара                                                        | Чейни играл на бас-гитаре с Осборном в перерыве матча открытия сезона Лос-Анджелес Рэмс в четверг, 8 сентября на стадионе «SoFi». Он также сыграл на одном треке альбома Patient Number 9.                                           |

### Приглашённые музыканты
| Фото | Имя             | Годы активности              | Инструменты     | Детали                                                                                                  |
| ---- | --------------- | ---------------------------- | --------------- | --- |
|      | Алекс Сколник   | 1995                         | гитара          | Сколник сыграл один необъявленный концерт с Осборном, но позже был заменён Джо Холмсом.                 |
|      | Рой Майорга     | 2000 (заменяли на гастролях) | ударные         | Майорга и Тичи заменяли Майкла Бордина, когда тот гастролировал с Korn в 2000 году.                     |
|      | Брайан Тичи     | 2000 (заменяли на гастролях) | ударные         | Майорга и Тичи заменяли Майкла Бордина, когда тот гастролировал с Korn в 2000 году.                     |
|      | Дэнни Сабер     | 2001 (сессионно)             | гитара колокола | Сабер предоставил дополнительную гитару на «Alive» и колокола на переиздании Blizzard of Ozz 2002 года. |
|      | Джерри Кантрелл | 2004 (сессионно)             | гитара          | Кантрелл, Уайс и постоянный барабанщик Майк Бордин появились в альбоме Under Cover.                     |
|      | Крис Уайс       | 2004 (сессионно)             | бас-гитара      | Кантрелл, Уайс и постоянный барабанщик Майк Бордин появились в альбоме Under Cover.                     |
|      | Тони Айомми     | 2022 (разово)                | гитара          | Айомми присоединился к Осборну, Уэйкману и Клафетосу на Играх Содружества 2022 года.                    |

### Музыканты без вклада
| Фото | Имя             | Годы активности | Инструменты | Details |
| ---- | --------------- | --------------- | ----------- | --- |
|      | Роберт Сарзо    | 1982            | гитара      | Сарзо, брат тогдашнего басиста Руди, был выбран в качестве замены Роадсу, хотя лейбл Осборна Jet Records уже пообещал эту должность Берни Торме , который присоединился к группе позже                                        |
|      | Фред Коури      | 1985            | ударные     | Коури, а затем и ДеГрассо изначально играли на барабанах в The Ultimate Sin, однако позже сессии были отменены. |
|      | Джимми Деграссо | 1985            | ударные     | Коури, а затем и ДеГрассо изначально играли на барабанах в The Ultimate Sin, однако позже сессии были отменены. |
|      | Терри Найлс     | 1989            | бас-гитара  | После No Rest for the Wicked Tour басист Терри Нейлс начал записываться с группой, хотя до конца 1989 года его заменил Майк Айнез. Найлс позже появились на трёх ранее не издававшихся демо-записях Prince of Darkness (2005) |
|      | Стив Вай        | 1994–1995       | гитара      | Вай репетировал с Осборном, Бобом Дейсли и Дином Кастроново в 1994 году, хотя состав распался в начале следующего года. |

## Составы
| Период                                                 | Участники | Релизы                                                                                   |
| ------------------------------------------------------ | --- | ---------------------------------------------------------------------------------------- |
| Ноябрь 1979 — Февраль 1981                             | - Оззи Осборн — ведущий вокал - Рэнди Роадс — гитара - Боб Дейсли — бас-гитара, бэк-вокал, перкуссия - Ли Керслэйк — ударные, перкуссия - Дон Эйри — клавишные (сессионно) - Линдси Бриджуотер — клавишные (концерты) | - Blizzard of Ozz (1980) - Mr Crowley Live EP (1980) - Tribute (1987) – только два трека |
| Февраль — Март 1981                                    | - Оззи Осборн — ведущий вокал - Рэнди Роадс — гитара - Боб Дейсли — бас-гитара, бэк-вокал - Ли Керслэйк — ударные, перкуссия - Джонни Кук — клавишные (сессионно)                                                     | - Diary of a Madman (1981)                                                               |
| Март — Декабрь 1981                                    | - Оззи Осборн — вокал - Рэнди Роадс — гитара - Руди Сарзо — бас-гитара - Томми Олдридж — ударные - Линдси Бриджуотер — клавишные (концерты)                                                                           | - Tribute (1987) – остальные треки - Ozzy Live (2012)                                    |
| Декабрь 1981 — Март 1982                               | - Оззи Осборн — вокал - Рэнди Роадс — гитара - Руди Сарзо — бас-гитара - Томми Олдридж — ударные - Дон Эйри — клавишные (концерты)                                                                                    | нет – только Diary of a Madman Tour                                                      |
| Март — Апрель 1982                                     | - Оззи Осборн — вокал - Берни Торме — гитара - Руди Сарзо — бас-гитара - Томми Олдридж — ударные - Дон Эйри — клавишные (концерты)                                                                                    | нет – только Diary of a Madman Tour                                                      |
| Апрель — Сентябрь 1982                                 | - Оззи Осборн — вокал - Бред Гиллис — гитара - Руди Сарзо — бас-гитара - Томми Олдридж — ударные - Дон Эйри — клавишные — клавишные (концерты)                                                                        | - Speak of the Devil (1982)                                                              |
| Декабрь 1982                                           | - Оззи Осборн — вокал - Бред Гиллис — гитара - Пит Уэй — бас-гитара - Томми Олдридж — ударные - Линдси Бриджуотер — клавишные (концерты)                                                                              | нет – только Speak of the Devil Tour                                                     |
| Декабрь 1982 — Февраль 1983                            | - Оззи Осборн — ведущий вокал - Джейк И Ли — гитара, бэк-вокал - Дон Коста — бас-гитара - Томми Олдридж — ударные - Линдси Бриджуотер — клавишные (концерты)                                                          | нет – только Speak of the Devil Tour                                                     |
| Февраль — Май 1983                                     | - Оззи Осборн — ведущий вокал - Джейк И Ли — гитара, бэк-вокал - Дон Коста — бас-гитара - Томми Олдридж — ударные - Дон Эйри — клавишные (концерты)                                                                   | нет – только Speak of the Devil Tour                                                     |
| Май — Сентябрь 1983                                    | - Оззи Осборн — ведущий вокал - Джейк И Ли — гитара, бэк-вокал - Боб Дейсли — бас-гитара, бэк-вокал - Томми Олдридж — ударные - Дон Эйри — клавишные                                                                  | - Bark at the Moon (1983)                                                                |
| Сентябрь 1983 — Март 1984                              | - Оззи Осборн — ведущий вокал - Джейк И Ли — гитара, бэк-вокал - Боб Дейсли — бас-гитара, бэк-вокал - Кармин Аппис — ударные - Дон Эйри — клавишные                                                                   | нет – только Bark at the Moon Tour                                                       |
| Март 1984 — Январь 1985                                | - Оззи Осборн — ведущий вокал - Джейк И Ли — гитара, бэк-вокал - Боб Дейсли — бас-гитара, бэк-вокал - Томми Олдридж — ударные - Дон Эйри — клавишные                                                                  | нет – только Bark at the Moon Tour                                                       |
| Февраль — Март 1985                                    | - Оззи Осборн — ведущий вокал - Джейк И Ли — гитара, бэк-вокал - Боб Дейсли — бас-гитара, бэк-вокал - Фред Коури — ударные                                                                                            | нет – только студийные репетиции                                                         |
| Март — Апрель 1985                                     | - Оззи Осборн — ведущий вокал - Джейк И Ли — гитара, бэк-вокал - Боб Дейсли — бас-гитара, бэк-вокал - Джимми Деграссо — ударные - Майк Моран — клавишные (сессионно)                                                  | нет – только студийные репетиции                                                         |
| Август — Конец 1985                                    | - Оззи Осборн — ведущий вокал - Джейк И Ли — гитара, бэк-вокал - Фил Суссан — бас-гитара - Рэнди Кастилло — ударные - Майк Моран — клавишные (сессионно)                                                              | - The Ultimate Sin (1986)                                                                |
| Начало 1986 — Апрель 1987                              | - Оззи Осборн — ведущий вокал - Джейк И Ли — гитара, бэк-вокал - Фил Суссан — бас-гитара - Рэнди Кастилло — ударные - Джон Синклер — клавишные (сессионно/концерты)                                                   | - Ultimate Live Ozzy (1986)                                                              |
| Май — Конец 1987                                       | - Оззи Осборн — ведущий вокал - Закк Уайлд — гитара, бэк-вокал - Фил Суссан — бас-гитара - Рэнди Кастилло — ударные - Джон Синклер — клавишные (сессионно/концерты)                                                   | нет – только студийные репетиции                                                         |
| Конец 1987 — начало 1988                               | - Оззи Осборн — ведущий вокал - Закк Уайлд — гитара, бэк-вокал - Рэнди Кастилло — ударные - Боб Дейсли — бас-гитара (сессионно) - Джон Синклер — клавишные (сессионно/концерты)                                       | - No Rest for the Wicked (1988)                                                          |
| Май 1988 — Август 1989                                 | - Оззи Осборн — ведущий вокал - Закк Уайлд — гитара, бэк-вокал - Гизер Батлер — бас-гитара - Рэнди Кастилло — ударные - Джон Синклер — клавишные (сессионно/концерты)                                                 | - Just Say Ozzy (1989)                                                                   |
| Конец 1989                                             | - Оззи Осборн — ведущий вокал - Закк Уайлд — гитара, бэк-вокал - Терри Найлс — бас-гитара - Рэнди Кастилло — ударные - Джон Синклер — клавишные (сессионно/концерты)                                                  | нет то – только студийные репетиции (демо-записи позже вошедшие в Prince of Darkness)    |
| Конец 1989 — Октябрь 1991                              | - Оззи Осборн — ведущий вокал - Закк Уайлд — гитара, бэк-вокал - Майк Айнез — бас-гитара - Рэнди Кастилло — ударные - Джон Синклер — клавишные (сессионно/концерты)                                                   | - No More Tears (1991) (при участии Боба Дейсли, заменившего Айнеза)                     |
| Октябрь 1991 — Май 1992                                | - Оззи Осборн — ведущий вокал - Закк Уайлд — гитара, бэк-вокал - Майк Айнез — бас-гитара - Рэнди Кастилло — ударные - Кевин Джонс — клавишные (концерты)                                                              | - Live & Loud (1993)                                                                     |
| Май — Ноябрь 1992                                      | - Оззи Осборн — ведущий вокал - Закк Уайлд — гитара, бэк-вокал - Майк Айнез — бас-гитара - Рэнди Кастилло — ударные - Джон Синклер — клавишные (сессионно/концерты)                                                   | нет – только No More Tours                                                               |
| Группа неактивна с Ноября 1992 по Конец 1994           | |                                                                                          |
| Конец 1994 — Февраль 1995                              | - Оззи Осборн — вокал - Стив Вай — гитара - Боб Дейсли — бас-гитара - Дин Кастроново — ударные | нет – только студийные репетиции                                                         |
| Февраль — Май 1995                                     | - Оззи Осборн — вокал - Гизер Батлер — бас-гитара - Дин Кастроново — ударные - Закк Уайлд — гитара (сессионно) - Рик Уэйкман — клавишные (сессионно)                                                                  | - Ozzmosis (1995)                                                                        |
| May — July 1995                                        | - Оззи Осборн — вокал - Алекс Сколник — гитара - Гизер Батлер — бас-гитара - Дин Кастроново — ударные - Джон Синклер — клавишные (концерты)                                                                           | нет – только Retirement Sucks Tour                                                       |
| Июль — Сентябрь 1995                                   | - Оззи Осборн — вокал - Джо Холмс — гитара - Гизер Батлер — бас-гитара - Дин Кастроново — ударные - Джон Синклер — клавишные (концерты)                                                                               | нет – только Retirement Sucks Tour                                                       |
| Сентябрь 1995 — Январь 1996                            | - Оззи Осборн — вокал - Джо Холмс — гитара - Гизер Батлер — бас-гитара - Рэнди Кастилло — ударные - Джон Синклер — клавишные (концерты)                                                                               | нет – только Retirement Sucks Tour                                                       |
| Январь — Март 1996                                     | - Оззи Осборн — вокал - Джо Холмс — гитара - Рэнди Кастилло — ударные - Майк Айнез — бас-гитара (концерты) - Джон Синклер — клавишные (концерты)                                                                      | нет – только Retirement Sucks Tour                                                       |
| Март 1996 — Октябрь 2000                               | - Оззи Осборн — вокал - Джо Холмс — гитара - Роберт Трухильо — бас-гитара - Майк Бордин — ударные, перкуссия - Джон Синклер — клавишные (концерты)                                                                    | - «Walk on Water» (1996)                                                                 |
| Январь — Март 1998 (состав на один концерт)            | - Оззи Осборн — вокал - Закк Уайлд — гитара - Майк Айнез — бас-гитара - Рэнди Кастилло — ударные - Джон Синклер — клавишные (концерты)                                                                                | нет – только The Ozzman Cometh Tour                                                      |
| Апрель — Май 2000                                      | - Оззи Осборн — вокал - Джо Холмс — гитара - Роберт Трухильо — бас-гитара - Рой Майорга — ударные (концерты) - Джон Синклер — клавишные (концерты)                                                                    | нет – только выступления на Ozzfest                                                      |
| Май — Сентябрь 2000                                    | - Оззи Осборн — вокал - Джо Холмс — гитара - Роберт Трухильо — бас-гитара - Брайан Тичи — ударные (концерты) - Джон Синклер — клавишные (концерты)                                                                    | нет – только выступления на Ozzfest                                                      |
| Сентябрь 2000 — Январь 2001                            | - Оззи Осборн — вокал - Джо Холмс — гитара - Роберт Трухильо — бас-гитара - Майк Бордин — ударные, перкуссия - Джон Синклер — клавишные (концерты)                                                                    | нет – только студийные репетиции                                                         |
| Январь 2001 — Март 2003                                | - Оззи Осборн — ведущий вокал - Закк Уайлд — гитара, бэк-вокал - Роберт Трухильо — бас-гитара - Майк Бордин — ударные, перкуссия - Майкл Райло — клавишные (сессионно) - Джон Синклер — клавишные (концерты)          | - Down to Earth (2001) - Live at Budokan (2002)                                          |
| Март — Декабрь 2003                                    | - Оззи Осборн — ведущий вокал - Закк Уайлд — гитара, бэк-вокал - Джейсон Ньюстед — бас-гитара - Майк Бордин — ударные, перкуссия - Майкл Сейнт Клер — клавишные (концерты)                                            | нет – только Ozzfest и прочие концерты                                                   |
| Декабрь 2003 — Июль 2004                               | - Оззи Осборн — ведущий вокал - Закк Уайлд — гитара, бэк-вокал - Роб «Бласко» Николсон — бас-гитара - Майк Бордин — ударные, перкуссия                                                                                | нет – только студийные репетиции                                                         |
| Июль 2004 — Июль 2009                                  | - Оззи Осборн — ведущий вокал - Закк Уайлд — гитара, бэк-вокал - Роб «Бласко» Николсон — бас-гитара - Майк Бордин — ударные, перкуссия - Адам Уэйкман — клавишные, гитара (концерты)                                  | - Black Rain (2007)                                                                      |
| Лето — Конец 2004 (специальный состав для записи)      | - Оззи Осборн — вокал - Джерри Кантрелл — гитара - Крис Уайс — бас-гитара - Майк Бордин — ударные | - Under Cover (2005)                                                                     |
| Июль 2009 — Апрель 2017                                | - Оззи Осборн — ведущий вокал - Gus G — соло-гитара, бэк-вокал - Роб «Бласко» Николсон — бас-гитара - Томми Клафетос — ударные (изначально концертный участник) - Адам Уэйкман — клавишные, ритм-гитара               | - Scream (2010) - iTunes Festival: London 2010 (2010)                                    |
| Апрель 2017 — начало 2019                              | - Оззи Осборн — ведущий вокал - Закк Уайлд — соло-гитара, бэк-вокал - Роб «Бласко» Николсон — бас-гитара - Томми Клафетос — ударные - Адам Уэйкман — клавишные, ритм-гитара                                           | нет – только No More Tours II                                                            |
| Сентябрь — Ноябрь 2019 (специальный состав для записи) | - Оззи Осборн — вокал - Эндрю Уотт — гитара - Дафф Маккаган — бас-гитара - Чед Смит — ударные | - Ordinary Man (2020)                                                                    |
| Август 2022 (одно выступление)                         | - Оззи Осборн — вокал - Адам Уэйкман — бас-гитара - Томми Клафетос — ударные - Тони Айомми — гитара | нет – только церемония закрытия Игр Содружества в 2022 году                              |
| Сентябрь 2022                                          | - Оззи Осборн — вокал - Томми Клафетос — ударные - Закк Уайлд – гитара - Эндрю Уотт – гитара - Крис Чейни – бас-гитара                                                                                                | нет – выступление в рамках NFL halftime show                                             |
| Июль 2025                                              | - Оззи Осборн — ведущий вокал - Закк Уайлд – гитара, бэк-вокал - Майк Айнез – бас-гитара - Томми Клафетос – ударные - Адам Уэйкман – клавишные                                                                        | нет – Back to the Beginning                                                              |